# BB-8
Ne doit pas être confondu avec USS Alabama (BB-8).
Personnage de fiction apparaissant dans
Star Wars.
BB-8 est un droïde de l'univers Star Wars. Il apparait pour la première fois dans Star Wars, épisode VII : Le Réveil de la Force (2015).

## Description
BB-8 est un droïde. Il a une tête en demi-sphère qui repose sur une autre sphère plus grosse sur laquelle il roule. BB-8 est blanc avec quelques parties grises et oranges sur son corps ainsi qu'un oculaire noir.
Il est le droïde qui vole avec Poe Dameron sur son X-wing. Lors d'une mission sur la planète Jakku, Poe cache dans le corps de BB-8 une carte permettant de retrouver Luke Skywalker, en exil depuis des années. Alors que Poe est capturé par les troupes du Premier Ordre, BB-8 se retrouve seul sur cette immense planète désertique. Il est sauvé par la jeune Rey, alors qu'il allait se faire attraper par un revendeur. Rey est aussi une pilleuse mais elle préfère malgré tout garder le petit droïde, dont elle s'est prise d'affection. Ils croisent ensuite Finn, un Stormtrooper qui a déserté. Pour échapper au Premier Ordre, ils volent le Faucon Millenium. Ils sont ensuite happés par un autre vaisseau. Alors qu'ils croyaient voir débarquer des Stormtroopers, ils découvrent finalement Han Solo et Chewbacca. Ces derniers recherchaient depuis des années leur vaisseau. Ensemble, toute l'équipe cherche à rejoindre la base de la Résistance pour donner la carte permettant de retrouver Luke Skywalker. Ils se rendent alors sur Takodana, où ils rencontrent Maz Kanata.
Avec la résistance, BB-8 dévoile la fameuse carte, dont le reste était détenu par R2-D2, qui était resté en veille depuis le départ en exil de Luke.

## Voix
Dans Star Wars, épisode VII : Le Réveil de la Force, les effets de voix de BB-8 sont effectués par Brian Herring et Dave Chapman. Les acteurs Bill Hader et Ben Schwartz sont quant à eux crédités comme « consultants vocaux ».

## Jouet interactif
Le 7 juillet 2014, Disney annonce le nom des 11 entreprises sélectionnées pour le programme Disney Accelerator permettant de bénéficier de minimum 120 000 USD et des ressources de la société Disney,,. Un jouet interactif, commandable par une application smartphone, est le résultat d'une collaboration entre la société Disney et Sphero, et propose une boule télécommandée gyroscopique. BB-8 utilise ce concept et ajoute une partie supérieure qui fait office de tête.